# Бачуріна Ганна Федорівна
Ганна Федорівна Бачуріна (1908—1987) — українська вчена у галузі ботаніки, бріолог, болотознавець, доктор біологічних наук (1968), лауреатка Премії імені М. Г. Холодного (1974).

## Життєпис
У 1932 році закінчила Київський університет (тоді Київський інститут народної освіти). З цього ж року до кінця життя працювала в Інституті ботаніки імені М. Г. Холодного у Києві.